# Radoslav Látal
Radoslav Látal (6 de enero de 1970) es un exfutbolista checo que actualmente ejerce de entrenador. Se desempeñaba como centrocampista y jugó para las selecciones de Checoslovaquia, 11 partidos y 2 goles, y la República Checa, 47 partidos y un gol. Actualmente dirige al FK Jablonec de República Checa.

## Clubes

### Como jugador
| Club          | País            | Años        |
| ------------- | --------------- | ----------- |
| Sigma Olomouc | Checoslovaquia  | 1987 - 1989 |
| Dukla Praga   | Checoslovaquia  | 1989 - 1990 |
| Sigma Olomouc | República Checa | 1991 - 1994 |
| Schalke 04    | Alemania        | 1994 - 2001 |
| Sigma Olomouc | República Checa | 2001        |
| Baník Ostrava | República Checa | 2002 - 2005 |

### Como entrenador
| Club                         | País            | Años          |
| ---------------------------- | --------------- | ------------- |
| MFK Frýdek-Místek            | República Checa | 2007-2008     |
| SFC Opava                    | República Checa | 2008-2009     |
| FK Baník Sokolov             | República Checa | 2010-2012     |
| FC Baník Ostrava             | República Checa | 2012          |
| MFK Košice                   | Eslovaquia      | 2013-2014     |
| Piast Gliwice                | Polonia         | 2015-2016     |
| Piast Gliwice                | Polonia         | 2016-2017     |
| FC Dynamo Brest              | Bielorrusia     | 2018          |
| FC Spartak Trnava            | Eslovaquia      | 2018          |
| SK Sigma Olomouc             | República Checa | 2019-2021     |
| Termalica Bruk-Bet Nieciecza | Polonia         | 2022-Presente |

## Palmarés
Dukla Praga
- Copa de Checoslovaquia: 1990

FC Schalke 04
- Copa de la UEFA: 1997

FC Baník Ostrava
- Gambrinus liga: 2003-04
- Copa de la República Checa: 2005